# Jonas Brothers
Jonas Brothers so ameriška pop glasbena skupina. Popularnost so pridobili z nastopi na kanalu Disney Channel. Iz Jersey Shorea, New Jersey, prihajajo trije člani banda, bratje Nicholas Jerry Jonas (Nick Jonas), Joseph Adam Jonas (Joe Jonas) in Paul Kevin Jonas II (Kevin Jonas). V poletju 2008 so igrali v Disneyjevem televizijskem filmu Camp Rock. Band sam je do danes izdal štiri glasbene albume: It's About Time, Jonas Brothers, A Little Bit Longer in Lines, Vines and Trying Times. Leta 2008 je bila skupina nominirana za Grammyja v kategoriji za »najboljšega novega izvajalca« na 51. podelitvi Grammyjev in dobila nagrado American Music Awards v kategoriji za »najboljši preboj izvajalca«. Maja 2009, še pred izidom albuma Lines, Vines and Trying Times, so po vsem svetu prodali osem milijonov izvodov albumov.

## Zgodovina

### Nick Jonas: Odkritje in solo album (1999–2005)
Prvi se je z glasbo začel ukvarjati Nick Jonas. Že v starosti sedem let je Nick Jonas nastopal v Broadwayskih gledaliških igrah, kot so na primer Božična pesem (leta 2000 je igral Tiny Tima, v starosti osem let pa je upodobil Scroogea), Annie Get Your Gun (leta 2001 je igral malega Jacka), Lepotica in zver (v letu 2002 je upodobil Chipa) in Nesrečniki (leta 2003 je zaigral Gavrochea). Po Nesrečnikih je v muzikalu Moje pesmi, moje sanje upodobil Kurta, igra pa se je predvajala v gledališču Paper Mill Playhouse.
Med nastopanjem v muzikalu Lepotica in zver leta 2002 je Nick Jonas s pomočjo svojega očeta napisal pesem, ki jo je poimenoval »Joy to the World (A Christmas Prayer)«. S pesmijo je nastopil na dobrodelni prireditvi, ki jo je organiziral Broadway za boj proti AIDS-u, samo pesem pa so posneli tudi za album Broadway's Greatest Gifts: Carols for a Cure, Vol. 4. V novembru 2003 je založba INO Records prejela kopijo njegove pesmi, in jo izdala na radiu Christian radio, kjer je kaj kmalu postala zelo popularna. Medtem ko je Nick že delal na svojih samostojnih glasbenih projektih se je Joe Jonas odločil, da mu bo sledil in se tako pojavil v Broadwayski igri Baza Lurhmanna z naslovom La bohème. To je bilo prvo leto, ko so bratje Jonas skupaj začeli pisati pesmi.
Septembra 2004 je založba Columbia Records odkrila pesem Nicka Jonasa. Nick je podpisal pogodbo z založbama INO Records ter Columbia Records in izdal singl »Dear God«. Naslednja pesem, »Joy to the World (A Christmas Prayer)«, je izšla 16. novembra tistega leta. V decembru tistega leta naj bi izšel njegov prvi samostojni glasbeni album, naslovljen kot Nicholas Jonas, vendar so izid prestavili; album je kasneje izšel v omejeni izdaji. Nick je skupaj z bratoma, Kevinom in Joejem, posnel še mnogo drugih pesmi za v album. Zgodaj leta 2005 je novi predsednik založbe Columbia Records, Steve Greenberg, poslušal Nickov posnetek. Greenbergu je bil njegov glas všeč. Po srečanju z njim in po tem, ko je slišal njegovo pesem »Please Be Mine«, ki jo je napisal in nastopil z bratoma, se je Daylight/Columbia Records odločila, da bo podpisala pogodbo z vsemi tremi brati.

### It's About Time(2005–2006)
Po tem, ko so podpisali pogodbo s Columbio, so se bratje odločili izbrati ime za skupino. Najprej so se poimenovali »Sons of Jonas«, kasneje pa so ime spremenili v »Jonas Brothers.« V letu 2005 so nastopali na več turnejah, med drugim na turnejah izvajalcev, kot so Jump5, Kelly Clarkson, Jesse McCartney, Backstreet Boys in The Click Five. Kasneje so leto dni sodelovali pri turnejah bandov Aly & AJ in The Cheetah Girls. Nazadnje so zgodaj leta 2006 nastopili na turneju dueta The Veronicas. Za album, ki so ga naslovili kot It's About Time, je glasbena skupina sodelovala s tekstopisci, kot so Adam Schlesinger (Fountains of Wayne), Michael Mangini (Joss Stone), Desmond Child (Aerosmith, Bon Jovi), Billy Mann (Destiny's Child, Jessica Simpson) in Steve Greenberg. Album naj bi izšel v februarju leta 2006, vendar so njegov izid prestavili. Za zamudo je bilo »krivo« podjetje Sony (matična družba Columbie), ki je želelo albumu dodeliti nek drug glavni singl. Jonas Brothers so priredili dve pesmi glasbene skupine Busted - »Year 3000« and »What I Go to School For«.
Prvi singl banda Jonas Brothers, »Mandy«, je izšel 27. decembra 2005. Videospot za pesem je bil prikazan na MTVjevem Total Request Live 22. februarja 2006 in dosegel četrto mesto. Naslednja pesem, »Time for Me to Fly,« je izšla kot soundtrack filma Aquamarine, tudi v februarju. V marcu se je njihova pesem »Mandy« predvajala v eni izmed epizod Nickelodeonove televizijske serije, imenovane Zoey 101. Glasbena skupina je nastopila tudi na Cartoon Cartoon Fridays na kanalu Cartoon Network. Za album DisneyMania 4 so zapeli tudi pesem »Yo Ho (A Pirate's Life for Me)«, ki je kasneje postala soundtrack filma Pirati s Karibov, samostojna pesem pa je izšla 4. aprila 2006 skupaj z albumom. Med poletjem 2006 so Jonas Brothers sodelovali pri turneji dueta Aly & AJ. Jonas Brothers so napisali tudi glavno pesem za drugo sezono televizijske serije American Dragon Jake Long, ki se je predvajala od junija 2006 do septembra 2007 na kanalu Disney Channel.
Album It's About Time je dokončno izšel 8. avgusta 2006. Menedžer banda je povedal, da bo album izšel v omejeni izdaji, samo 50,000 kopij, vendar se album lahko naloži prek strani, kot so eBay, stane pa med 200 in 300 $. Ker založba Sony ni izrazila želje, da bi band promovirala tudi v prihodnosti, so Jonas Brothers zamenjali založbo. 3. oktobra 2006 je Nickova pesem iz leta 2004, »Joy to the World (A Christmas Prayer),« ponovno izšla v albumu Joy to the World: The Ultimate Christmas Collection. Tudi v oktobru tistega leta so Jonas Brothers zapeli pesem »Poor Unfortunate Souls« iz filma Mala morska deklica in ga izdali v albumu The Little Mermaid soundtrack. Drugi singl iz albuma It's About Time je bila pesem »Year 3000.« Singl je postal popularen na radiu Radio Disney, videospot pa se je prvič predvajal na Disney Channelu v januarju leta 2007. Band je pogodbo z založbo Columbia Records prekinil zgodaj leta 2007.

### Jonas Brothers(2007–2008)
Po tem, ko je skupina Jonas Brothers ostala brez založbe, je v februarju 2007 podpisala pogodbo s Hollywood Records. Ob približno istem času se bratje začnejo pojavljati v reklamah za stekleničke za dojenčke, kjer pojejo. 24. marca dve izmed njihovih pesmi izidejo na različnih albumih: pesem »Kids of the Future« izide kot soundtrack za film Spoznajte Robinsonove, (pesem je temeljila na pesmi Kim Wilde, »Kids in America«), pesem »I Wanna Be Like You« pa izide v albumu DisneyMania 5.
Jonas Brothers v ponedeljek, 9. aprila 2007 prvič nastopijo v Beli hiši, kjer so na prireditvi White House Easter Egg Roll zapeli nacionalno himno. Ponovno so se v Beli hiši pojavili na sredo, 27. junija tistega leta, na prireditvi Celebrating Women in Sports Tee Ball. Spet so zapeli nacionalno himno, po igri pa so Jonas Brothers zabavali občinstvo s svojimi uspešnicami na pikniku. Njihov album »Jonas Brothers« je izšel 7. avgusta 2007. V prvem tednu prodajanja je dosegel peto mesto na lestvici Billboard Hot 200. Dve pesmi iz albuma sta skupaj z videospoti izšli v pribljižno istem času: pesem »Hold On« je izšla dva tedna prej, pesem »S.O.S.« pa štiri dni prej.
V avgustu tistega leta so se Jonas Brothers začeli pojavljati na televiziji. 17. avgusta so se pojavili v Disneyjevi televizijski seriji Hannah Montana v epizodi, naslovljeni kot »Me and Mr. Jonas and Mr. Jonas and Mr. Jonas«. Skupaj z Miley Cyrus so nastopili tudi s pesmijo »We Got the Party«, ki se je prvič predvajala po filmu Srednješolski muzikal 2, tisto noč pa si jo je ogledalo 10.7 milijonov ljudi. 24. avgusta so z dvema pesmima nastopili na tekmovanju Miss Teen USA. Naslednejga dne so se premierno predvajale igre Disney Channel Games, v katerih so nastopili tudi bratje Jonas. Igre so snemali 27. aprila 2007 v Orlandu, Florida. 26. avgusta 2007 so skupaj z Miley Cyrus nastopili na podelitvi nagrad Teen Choice Awards. 18. novembra tistega leta so na podelitvi nagrad American Music Awards nastopili s svojo pesmijo »S.O.S.«. 22. novembra so se bratje pojavili tudi na 81. obletnici Macy's Thanksgiving Day Parade. Na koncu leta so na Dick Clark's New Year's Rockin' Eve nastopili s pesmima »Hold On« in »S.O.S.«. S svojo turnejo Look Me In The Eyes Tour so začeli 31. januarja 2008 v Tucsonu, Arizona, končali pa 22. marca tistega leta v East Rutherfordu, New Jersey. Na turneji so zapeli samo svoje najnovejše pesmi, ki so izšle na njihovem tretjem glasbenem albumu, A Little Bit Longer.

### A Little Bit Longer(2008–2009)
Tretji glasbeni album skupine Jonas Brothers, A Little Bit Longer, je v Združenih državah Amerike izšel 12. avgusta 2008 s tehnologijo CDVU+, tako kot njihov drugi album, Jonas Brothers. 24. junija 2008 je iTunes potrdil, da bodo pesmi iz četrtega albuma, A Little Bit Longer, izšle vsaka v razmiku dveh tednov. Nakup vsake pesmi se nanaša na stroške celotnega albuma, ki se ga da kupiti tudi preko iTunes' Complete po izidu. Vsaka pesem ima tudi več stranskih glasov. Razpored: 24. junij 2008 za »Burnin' Up«; 15. julij 2008 za »Pushin' Me Away«; 29. julij 2008 za »Tonight«; in 5. avgust 2008 za »A Little Bit Longer.« Vsaka izmed teh pesmi je za vsaj tri dni zasedla prvo mesto na iTunesu.
Po končani turneji Look Me In The Eyes Tour 22. marca 2008 so Jonas Brothers potrdili, da bodo nastopili na turneji Avril Lavigne, imenovani Best Damn Tour skupaj z Boys Like Girls, vendar samo v drugem delu turneje po Evropi, ki bo trajala od poznega maja do poznega junija 2008. Med snemanjem filma Camp Rock so so-napisali in so-producirali šest pesmi za njihovo dobro prijateljico in sodelavko, Demi Lovato, ter njen prihajajoči album Don't Forget. Lovatova je dejala: »Sama se nagibam k pisanju pesmi, ki so - mislim - malo bolj intenzivne in manj spevne, zato sem potrebovala pomoč pri pisanju spevnih pesmi.« Dodala je še, da sta zunanjo obliko albuma oblikovala Rooney in Robert Schwartzman. »Torej, to je prišlo ven. V album sem vložila veliko svojih glasbenih sposobnosti in besedila v te pesmi. Oni so mi samo pomagali.« »Sama sem bolj tekstopiska, ki ne bi nikoli uspela na Disney Channelu. Moja glasba je preveč temna ...« Album je izšel 23. septembra 2008. Bratje so njen album tudi so-producirali.
Soundtracki za film Camp Rock so izšli 17. junija 2008. Zasedli so tretje mesto na lestvici Billboard 200, saj so že v prvem tednu prodajanja prodali več kot 188,000 kopij. Med poletjem 2008 so Jonas Brothers začeli s svojo turnejo po Severni Ameriki, ki so jo poimenovali Burning Up Tour, in je promovirala film Camp Rock ter njihov album A Little Bit Longer, na njej pa so nastopili tudi s pesmimi iz albumov It's About Time in Jonas Brothers. Turneja se je začela 4. julija 2008 v Molson Amphitheatreju, Toronto, Ontario. Produkcijsko podjetje Disney Digital 3D je izdalo dva dela njihovega koncertnega filma, ki so ga snemali v Anaheimu, Kalifornija med 13. julijem in 14. julijem skupaj s Taylor Swift, ki je zapela nekaj singlov iz njenega albuma Taylor Swift, 3D koncertni film pa je izšel 22. februarja 2009. 14. avgusta je Nick Jonas oznanil, da ima glasbena skupina že napisanih pet pesmi za njihov četrti glasbeni album (tretji v sodelovanju z založbo Hollywood Records).
Band je leta julija 2008 postal najmlajša glasbena skupina, kar jih je kdaj prišlo na naslovnico revije Rolling Stone Magazine. Jonas Brothers so obiskali Rock and Roll Hall of Fame v Clevelandu, Ohio, preden so 22. avgusta 2008 razprodali vse vstopnice za na njihov novi koncert v Blossom Music Center-u. Band je predstavil obleke in hlače, ki jih je nosil med snemanjem za naslovnico njihovega albuma A Little Bit Longer Jimu Henkeu, pod direktorju Rock and Roll Hall of Fame. Obleke so postale del kolekcije Right Here, Right Now!, ki vključuje tudi obleke drugih najpopularnejih izvajalcev. V decembru 2008 so bili Jonas Brothers nominirani za nagrado Grammy v kategoriji za »najboljšega novega izvajalca« na 51. podelitvi Grammyjev. Potrjeno je bilo tudi, da bodo Jonas Brothers sodelovali s Timbalandom na njegovi pesmi »Dumb« iz albuma Shock Value 2. V intervjuju z JustJared.com je Chris Brown povedal, da sodeluje s skupino Jonas Brothers. Dejal je: »Po vsej verjetnosti nekaj delam z njimi. Če bodo želeli snemati z menoj, bom snemal z njimi, ampak sam sem si želel samo napisati pesem za njih.« The Jonas Brothers so se kot glasbeni gost pojavili na Saturday Night Live 14. februarja.

### Lines, Vines and Trying Times(2009)
Jonas Brothers so s snemanjem njihovega četrtega glasbenega albuma, Lines, Vines and Trying Times, nehali in začeli govoriti o albumu samem zgodaj leta 2009. V več intervjujih so povedali, da na snemanju in pisanju pesmi tako vneto niso delali že od sredine leta 2008, ko so se ukvarjali s turnejo Burnin' Up tour. 11. marca so Jonas Brothers oznanili, da bo njihov četrti album, Lines, Vines and Trying Times, izšel 15. junija 2009.
Nick Jonas je o naslovu za album spregovoril z revijo Rolling Stone, za katero je rekel, da »'Lines' označuje nekaj, kar ima svoje vire, 'vines' so stvari, ki zaidejo s poti in 'trying times', no dobro, pomen tega je očiten.«
Za revijo Billboard je Nick Jonas povedal: »Poskušamo se naučiti, kolikor se da in s tem nadaljevati z našo rastjo.« Kevin Jonas je dodal še: »Splošno sporočilo je v smislu enako sporočilu stare glasbene skupine Jonas Brothers, vendar smo dodali še več glasbe, vključno z različnimi glasbenimi instrumenti, ki se bodo dodali, želimo pa tudi graditi na zvokih, ki jih že imamo.« Nick je o pesmih povedal tudi, da so to »njihova potovanja v glasbi, ki govorijo o vseh stvareh, skozi katere smo odšli, o osebnih izkušnjah, iz katerih črpamo navdih. Delali smo tudi na tem, da bi uporabili metafore … to je nekakšna maska za stvari, ki so se nam resnično dogodile.«
Glasbena skupina je 11. marca potrdila tudi, da bodo začeli s svojo svetovno turnejo v sredini leta 2009. Pridružili so se priljubljeni korejski dekliški skupini Wonder Girls, ki so v Ameriki predstavljale goste na njihovi turneji.
Jonas Brothers so album Lines, Vines and Trying Times izdali še mesec pred izidom singla »Paranoid« in sedem dni pred izidom singla  Fly With Me. Lines, Vines and Trying Times je postal njihov drugi album na vrhu lestvice. Prvo mesto je dobil v prvem tednu od izida, že v drugem tednu pa se je pojavil na drugem mestu. 7. julija 2009 so Jonas Brothers potrdili, da so podpisali pogodbo z glasbeno skupino Honor Society za snemanje singla, ki ga bo izdala založba Hollywood Records. Mesec dni kasneje je na radiu Radio Disney izšla pesem »Send It On«. Pesem so Jonas Brothers zapeli v sodelovanju z Demi Lovato, Miley Cyrus in Seleno Gomez za Disney's Friends for Change. Disney Channel je videospot za pesem »Send It On« prvič predvajal 14. avgusta 2009. 9. avgusta 2009 so Jonas Brothers nastopili na podelitvi nagrad Teen Choice Awards. Založba Hollywood Records je preko YouTubea oznanila izid CD/DVD Wal-Mart, ki so ga posneli Jonas Brothers in Demi Lovato.

### Stranski projekti inCamp Rock 2(2010–danes)
Joe Jonas bo (brez Nicka in Kevina) sodil na resničnostnem šovu Ameriški idol. Film Camp Rock 2: The Final Jam so snemali v okolici Ontaria, Kanada. Produkcija filma se je začela 3. septembra 2009 in končala 16. oktobra 2009. Film sam bo premiero doživel v poletju leta 2010. Nick (brez Kevina in Joeja) bo delal na projektu Nick Jonas and the Administration skupaj z nekdanjimi člani glasbene skupine The New Power Generation. Nastopili so tudi na dobrodelni prireditvi We Are The World: 25 For Haiti. Joe je skupaj z Demi Lovato so-napisal pesem "Make a Wave, ki je 26. februarja 2010 izšla na radiu Radio Disney. Joe se je pojavil tudi v videospotu za pesem »Giving Up the Gun« banda Vampire Weekend.

## Igranje

### Zgodnje delo
Jonas Brothers so se pojavili v drugi sezoni popularne Disneyjeve televizijske serije Hannah Montana, natančneje v epizodi »Me and Mr. Jonas and Mr. Jonas and Mr. Jonas«. Kmalu za tem so sodelovali z Miley Cyrus na njenem 3-D koncertnem filmu, imenovanem Hannah Montana & Miley Cyrus: Best of Both Worlds Concert, pojavili pa so se tudi na istoimenski turneji Miley Cyrus. Med tem, ko so bili na turneji Look Me in the Eyes Tour, so za Disney Channel snemali resničnostno serijo Jonas Brothers: Living the Dream, ki se je na Disney Channelu prvič predvajala 16. maja 2008, končala pa se je 5. septembra tistega leta. Serija je govorila o njihovem življenju na turneji. Vključevala je vaje banda, potovanje, nastopanje, učenje in njihovo zasebno življenje s prijatelji in družino. Jonas Brothers so posneli tudi pol-urni šov, ki so mu nadeli naslov Studio DC: Almost Live, v njem pa so nastopale Disneyjeve zvezde, kot je na primer The Muppets. V tem času so se Jonas Brothers pojavili tudi v Disneyjevi televizijski seriji Disney Channel Games.

### 2008 - danes
Glasbena skupina Jonas Brothers je igrala v Disneyjevem televizijskemu filmu, imenovanem Camp Rock, kjer so igrali člane banda »Connect Three«. Joe Jonas je igral glavno moško vlogo in glavnega pevca v skupini, »Shanea Graya«, Nick Jonas je dobil vlogo kitarista »Natea«, Kevin Jonas pa vlogo »Jasona«, ki je tudi kitarist. Film je v Združenih državah Amerike premiero doživel 20. junija 2008, še istega dne pa se je predvajal tudi na kanadskem kanalu, imenovanem Family. Film sam je prejel mešane kritike. Podjetje Disney Digital 3-D je v dveh delih produciralo film, ki je nastajal med 13. julijem in 14. julijem tistega leta v Anaheimu, Kalifornija, kasneje pa je film izšel kot Jonas Brothers: The 3D Concert Experience, 3-D koncertni film, 27. februarja 2009.
V aprilu 2009 so Jonas Brothers končali s snemanjem televizijske serije, imenovne JONAS. Serijo sta ustvarila Michael Curtis (Phil iz prihodnosti in Prijatelji) in Roger S.H. Schulman (Shrek), režiral pa jo je Jeremiah S. Chechik (Družinske počitnice in Vroči Bronx). Serija je originalno nosila naslov »Junior Operative Networking as Spies«. Serija naj bi na začetku govorila o članih najsniške glasbene skupine (Jonas Brothers), ki živijo dvojno življenje, saj hkrati tudi vohunijo za vlado. Kakorkoli že, zgodbo so spremenili in zdaj serija govori o treh bratih, ki so člani najstniške glasbene skupine, hkrati pa se trudijo zaživeti normalno življenje. Serija se je na Disney Channelu prvič predvajala 2. maja 2009.
Po uspehu filma Camp Rock so se odločili, da bodo posneli tudi nadaljevanje. Bratje Jonas se bodo vrnili v vloge članov banda Connect Three, v filmu pa bo nastopal tudi njihov mlajši brat, Frankie Jonas. Disney Channel je potrdil, da trenutno pišejo scenarij za film, snemati pa bodo pričeli v pomladi ali poletju leta 2010. Jonas Brothers so se leta 2009 pojavili kot angeli v filmu Noč v muzeju 2, kasneje pa so igrali še v filmu Walter the Farting Dog, posnetem po uspešnicah iz knjižne franšize istega imena, ki sta jo napisala pisatelja William Kotzwinkle in Glenn Murray. V tem družinskem filmu so igrali vsi štirje bratje. 29. maja 2009 so bili Jonas Brothers povabljeni na ABC-jevo televizijsko serijo, imenovano Un-broke: What You Need to Know About Money, kjer so govorili o pomembnosti razumevanja borznega trga.
Jonas Brothers so posneli tudi kratko resničnostno serijo »Jonas Brothers: Living the Dream«, v načrtu pa imajo tudi snemanje druge sezone. Snemanje je že v teku, serija pa se bo premierno predvajala naslednje leto.

## Zasebna življenja
Družina Jonas je poznana po svoji sliki »prijateljske družine«, bratje sami pa pravijo, da so Evangeljčani. Njihov oče je nekdanji član Apostolske cerkve, kjer je imel vlogo pastorja. Nick, Joe in Kevin Jonas so se šolali doma, kjer jih je izobraževala njihova mama. Poleg tega so se bratje tudi zaobljubili k temu, da ne bodo imeli spolnih odnosov pred poroko. Vsi trije nosijo prstane, ki po besedah Joeja Jonasa »simbolizirajo naše obljube sebi in Bogu, da bomo ostali čisti do poroke.« Nick Jonas je povedal, da so prstani »samo eden izmed naših načinov, da se razlikujemo od vseh ostalih.« Prstane naj bi začeli nositi, ko so jih njihovi starši, Kevin st. in Denise vprašali, če bi jih radi imeli. Bratje naj bi se vzdržali tudi alkohola, kajenja in ostalih drog.
Russell Brand se je norčeval iz njihovih prstanov med podelitvijo nagrad MTV Video Music Awards leta 2008. Brand je pokazal srebrn prstan, za katerega je trdil, da je pomagal »rešiti« devištvo enega izmed njegovih bratov, in dejal: »Dobro opravljeno, Jonas Brothers! Vsak od vas nosi ta prstan in pravi, da ne bo imel spolnih odnosov; sam bi jih vzel bolj resno, če bi jih nosil okoli svojih genitalij.« Brand se je kasneje soočil s kritikami oboževalcev, zato se je bandu javno opravičil. Kasneje je opravičilo ponovil leto kasneje, na podelitvi nagrad MTV Video Music Awards leta 2009.
Jonas Brothers so bili omenjeni tudi v televizijski seriji South Park, natančneje v epizodi, imenovani »The Ring«. Jay-Z jih je omenil tudi v svoji pesmi, »On to the Next One«.
Jonas Brothers imajo italijanske, irske (ena izmed njihovih babic) in nemške korenine.

### Dobrodelna dela
Jonas Brothers so leta 2007 zaslužili 12 milijonov ameriških dolarjev, 10 % svojih prihodkov pa so darovali dobrodelni organizaciji Change for the Children Foundation. Change for the Children Foundation je dobrodelna organizacija, ki so jo ustanovili Jonas Brothers, ki zbira denar in ga nato daruje raznim organizacijam, ki pomagajo otrokom. Band je povedal:

Z Change for the Children Foundation smo začeli, da bi podpirali programe, ki motivirajo in navdihujejo otroke, da se soočijo z zaupanjem, odločnostjo in voljo do uspeha. In menimo, da so najboljša izbira za pomoč otrokom njihovi vrstniki - otroci pomagajo otrokom, ki so malo manj srečni od njih samih.

Od 6. avgusta 2008 je solastnik organizacije Bayer Diabetes Care tudi Nick Jonas kot ambasador sladkorne bolezni, ki je promoviral idejo, da bi mladi ljudje obvladovali svojo sladkorno bolezen; sam je bil diagnosticiran kot diabetik pri trinajstih letih. Nick je pričal na ameriškem senatu, da bi promoviral raziskave sladkorne bolezni.

## Člani

### Trenutni člani
- Joe Jonas - glavni vokal, kitara
- Kevin Jonas - kitara, stranski vokal
- Nick Jonas - glavni vokal, kitara

#### Stranski člani
- John Taylor - glavna kitara
- Greg Garbowsky - bas kitara
- Jack Lawless - bobni
- Ryan Liestman - klaviature

### Nekdanji člani
- Alexander Noyes - bobni

## Diskografija

### Glasbeni albumi
- 2006: It's About Time
- 2007: Jonas Brothers
- 2008: A Little Bit Longer
- 2009: Lines, Vines and Trying Times

### Soundtracki
- 2008: Camp Rock
- 2009: Music from The 3D Concert Experience
- 2010: JONAS
- 2010: Camp Rock 2: The Final Jam

### EP-ji
- 2009: ITunes Live from SoHo
- 2009: Be Mine

### Singli
- 2005: "Mandy
- 2006: »Poor Unfortunate Souls«
- 2007: »Kids of the Future«
- 2007: »Year 3000«
- 2007: »Hold On«
- 2007: »S.O.S.«
- 2007: »We Got the Party« (skupaj z Miley Cyrus)
- 2008: »When You Look Me in the Eyes«
- 2008: »Burnin' Up«
- 2008: »Lovebug«
- 2008: »Can't Have You«
- 2008: »Got Me Going Crazy«
- 2008: »Video Girl«
- 2008: »Shelf«
- 2008: »Sorry«
- 2008: »One Man Show«
- 2008: »BB Good«
- 2008: »A Little Bit Longer«
- 2008: »Pushin' Me Away«
- 2008: »We Rock« (skupaj z igralsko ekipo iz filma Camp Rock)
- 2008: »Play My Music«
- 2008: »This Is Me« (skupaj z Demi Lovato)
- 2008: »On The Line« (skupaj z Demi Lovato)
- 2008: »Gotta Find You«
- 2009: »Tonight«
- 2009: »Paranoid«
- 2009: »Fly with Me«
- 2009: »Keep It Real«
- 2009: »Send It On«
- 2009: »Love Is on Its Way«
- 2009: »World War III«
- 2009: »Should've Said No« (skupaj s Taylor Swift)
- 2009: »Before The Storm« (skupaj z Miley Cyrus)
- 2009: »Don't Charge Me For The Crime« (skupaj s Commonom)
- 2009: »Hey Baby« (skupaj z Johnnyjem Langom)
- 2009: »Tonight remix« (skupaj s Timbalandom)
- 2009: »Dumb« (skupaj s Timbalandom)
- 2009: »Stop The World« (skupaj z Demi Lovato)
- 2010: »Make A Wave« (skupaj z Demi Lovato)
- 2010: »Feelin' alive«
- 2010: »L.A. Baby«
- 2010: »Hey You«

### Videospoti
- 2005: »Mandy«
- 2006: »Poor Unfortunate Souls«
- 2006: »American Dragon Theme Song«
- 2007: »I Wanna Be Like You«
- 2007: »Kids of the Future«
- 2007: »Year 3000«
- 2007: »Hold On«
- 2007: »S.O.S.«
- 2008: »When You Look Me in the Eyes«
- 2008: »Burnin' Up«
- 2008: »Lovebug«
- 2009: »Tonight«
- 2009: »BB Good«
- 2009: »Love Is On Its Way«
- 2009: »Paranoid«
- 2009: »Fly with Me«
- 2009: »Keep It Real«
- 2009: »Send It On«
- 2009: »Bounce«
- 2009: »We Got To Work This Out«
- 2010: »Make A Wave«

## Filmografija
| Leto | Naslov                                    | Joe        | Nick       | Kevin       | Opombe                                                |
| 2007 | Hannah Montana                            | On         | On         | On          | Epizoda: Me and Mr. Jonas and Mr. Jonas and Mr. Jonas |
| 2008 | Jonas Brothers: Living the Dream          | On         | On         | On          | Glavna vloga                                          |
| 2008 | Camp Rock                                 | Shane Gray | Nate       | Jason       | Disney Channel                                        |
| 2009 | Jonas Brothers: The 3D Concert Experience | On         | On         | On          | Glavna vloga                                          |
| 2009 | JONAS                                     | Joe Lucas  | Nick Lucas | Kevin Lucas | Glavna vloga                                          |
| 2009 | Noč v muzeju 2                            | Angel      | Angel      | Angel       | 20th Century Fox                                      |
| 2010 | Camp Rock 2: The Final Jam                | Shane Gray | Nate       | Jason       | Disney Channel                                        |

## Publikacije
- Burning Up: On Tour with the Jonas Brothers (18. november 2008)
  - Knjiga, ki komentira dogajanje za sceno na njihovi turneji Burnin' Up Tour.